# Galassia starburst

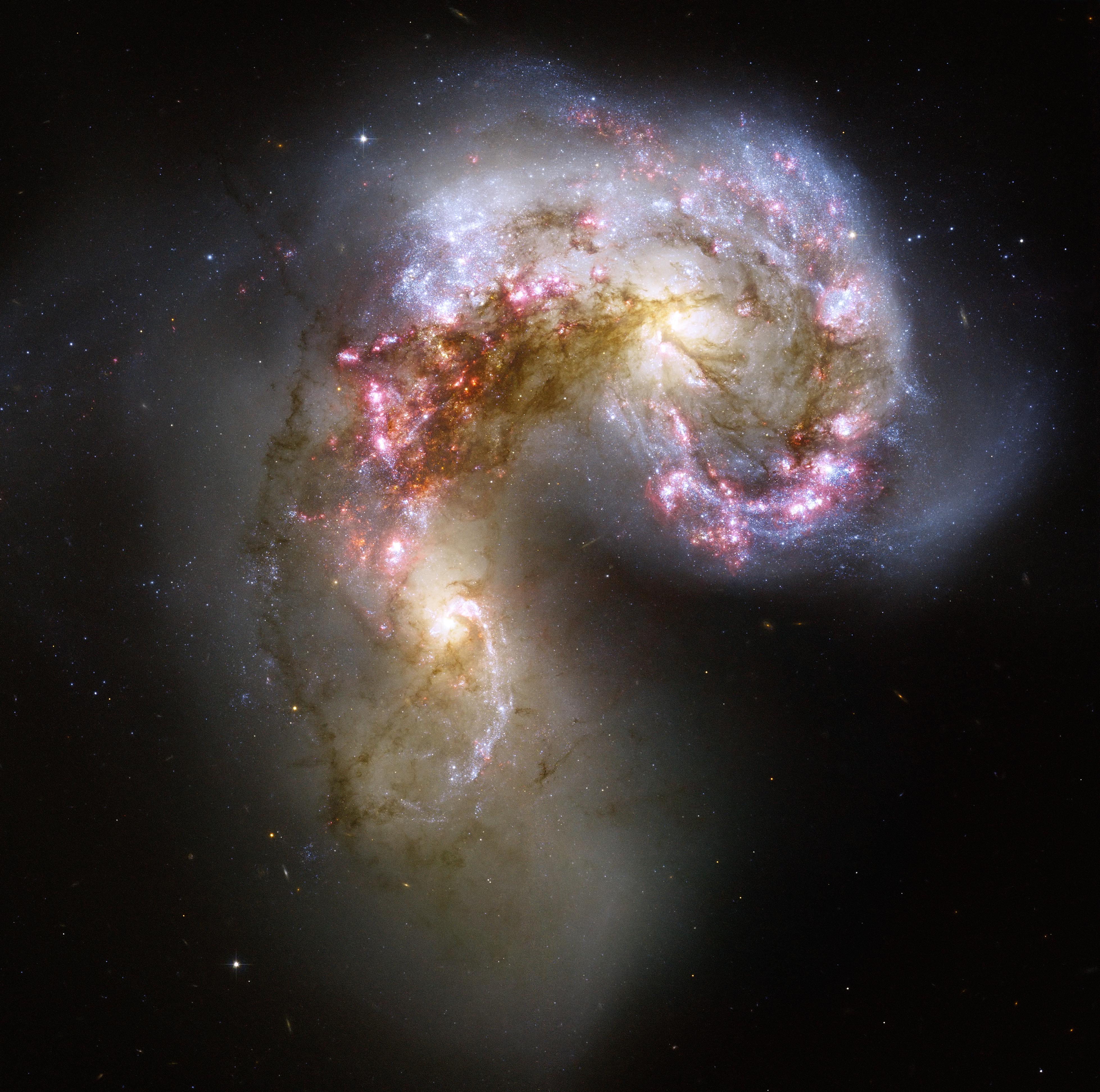
Le Galassie Antenne sono un esempio di galassie con un elevatissimo starburst, dovuto alla collisione tra le due galassie NGC 4038/NGC 4039. NASA/ESA

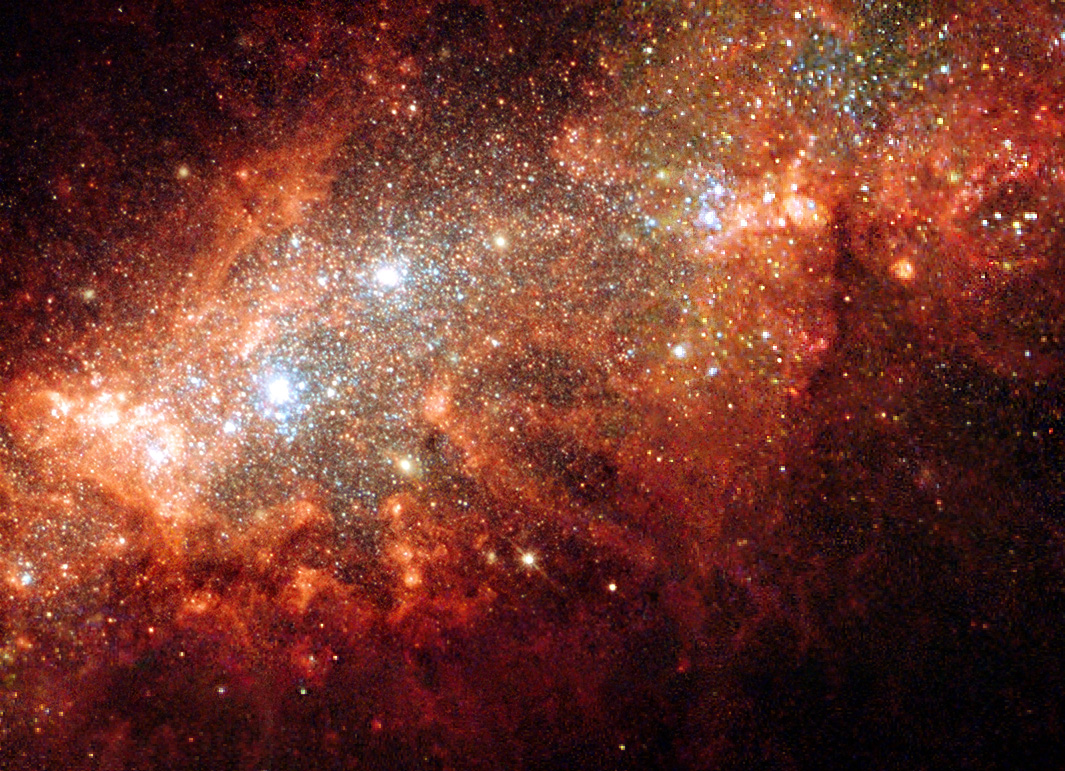
L'attività di starburst nelle regioni centrali della vicina galassia nana NGC 1569 (Arp 210). Telescopio Spaziale Hubble

Una galassia starburst (o galassia dello starburst) è una galassia in cui il processo di formazione stellare è eccezionalmente violento, se comparato al normale tasso di formazione nella gran parte delle galassie. Le galassie mostrano un picco nella formazione di nuove stelle specialmente dopo una collisione o un incontro ravvicinato con altre galassie. Questo tasso di formazione stellare è talmente elevato per una galassia che ne va incontro, che, se il tasso è sostenuto, le sue riserve di gas si esauriranno molto più in fretta rispetto a quella che è la normale scala evolutiva della galassia ospitante; per questa ragione, si pensa che i fenomeni di starburst siano temporanei. Galassie starburst molto note sono M82, le Galassie Antenne, IC 10 e la Galassia Baby Boom.

## Definizione
Esistono alcune definizioni del termine starburst, non c'è una definizione univoca su cui tutti gli astronomi sono d'accordo. In generale, esiste un accordo su alcuni punti fondamentali:
1. il tasso in cui la galassia converte il gas in stelle (il tasso di formazione stellare);
2. la quantità di gas disponibile da cui le stelle si possono formare;
3. il rapporto fra il tempo della formazione stellare e l'età o il periodo di rotazione della galassia.

Le definizioni comunemente usate includono:
- una continua formazione stellare, con il tasso di formazione che esaurirebbe le riserve di gas disponibile in molto meno tempo rispetto all'età dell'Universo (il Tempo di Hubble); questo è talvolta indicato come vero starburst;
- una continua formazione stellare, con il tasso di formazione che esaurirebbe le riserve di gas disponibile in molto meno tempo rispetto alla scala evolutiva della galassia;

### Meccanismi di innesco dello starburst
Affinché scatti un fenomeno di starburst, è necessario concentrare una grande quantità di gas molecolare freddo in un piccolo volume. Si sospetta che queste concentrazioni e perturbazioni siano la causa principale dei fenomeni di starburst nella gran parte dei fenomeni di fusione fra galassie, sebbene l'esatto meccanismo non sia del tutto chiaro.
Osservazioni condotte sulle galassie dello starburst hanno da tempo mostrato che c'è spesso una combustione di un disco di formazione stellare e una coppia di galassie in fusione fra loro. Si crede anche che le vicine interazioni fra galassie che non arrivano alla fusione completa possano provocare delle forti instabilità rotazionali della galassia, come l'instabilità della barra (nelle galassie spirali barrate), che causa un deflusso del gas nelle regioni attorno al nucleo, dove inizia a precipitare su se stesso, dando luogo ad un violento fenomeno di formazione stellare attorno al nucleo.

### Tipi di starburst
Creare delle categorie di starburst non è semplice, in quanto le galassie dello starburst non rappresentano una tipologia specifica di galassie. Lo starburst può avvenire nel disco galattico, ma anche le galassie irregolari mostrano fenomeni di starburst. Tuttavia, si possono individuare alcuni differenti sottotipi di galassie dello starburst:
- Galassie blu compatte (BCGs): queste galassie possiedono spesso una massa molto bassa, una bassa metallicità e una quantità minima di polveri. Proprio grazie alla quasi assenza di polveri e alla presenza di molte stelle giovani blu e molto calde, queste galassie appaiono blu sia nella luce visibile che agli ultravioletti. Si pensava inizialmente che le galassie blu fossero semplicemente galassie giovani nel processo di formazione della loro prima generazione di stelle, che mostravano infatti una bassa metallicità. Tuttavia si è in seguito trovato che queste galassie possiedono anche una popolazione stellare più vecchia, portando a credere che l'unione delle due popolazioni possa spiegare l'apparente mancanza di polveri e metalli. Molte di queste galassie mostrano i segni di recenti fusioni e/o interazioni ravvicinate. Galassie blu compatte ben studiate sono IZw18 (la galassia più povera in metalli conosciuta), ESO338-IG04 e Haro11.
- Galassie ultra-luminose all'infrarosso (ULIRGs): queste galassie sono di solito oggetti saturi di polveri. La radiazione ultravioletta prodotta dalla formazione stellare è oscurata ed assorbita dalla polvere e riemessa all'infrarosso alla lunghezza d'onda di circa 100 micrometri; ciò spiega il colore estremamente rosso associato a questo tipo di galassie. Non è ben noto se la radiazione ultravioletta sia prodotta solo dalla formazione stellare e alcuni astronomi credono che le galassie all'infrarosso siano (almeno in parte) potenziate da un nucleo galattico attivo. Le osservazioni ai raggi X di molte di queste galassie suggeriscono che molte siano dei sistemi a doppio nucleo, dando credito all'ipotesi secondo cui le galassie all'infrarosso siano il risultato di uno starburst avvenuto a seguito di una fusione completa fra galassie. Tra le galassie ben studiate si trova Arp 220.
- Galassie Wolf-Rayet, dove una gran parte delle stelle più luminose sono stelle di Wolf-Rayet.

### Condizioni per lo starburst

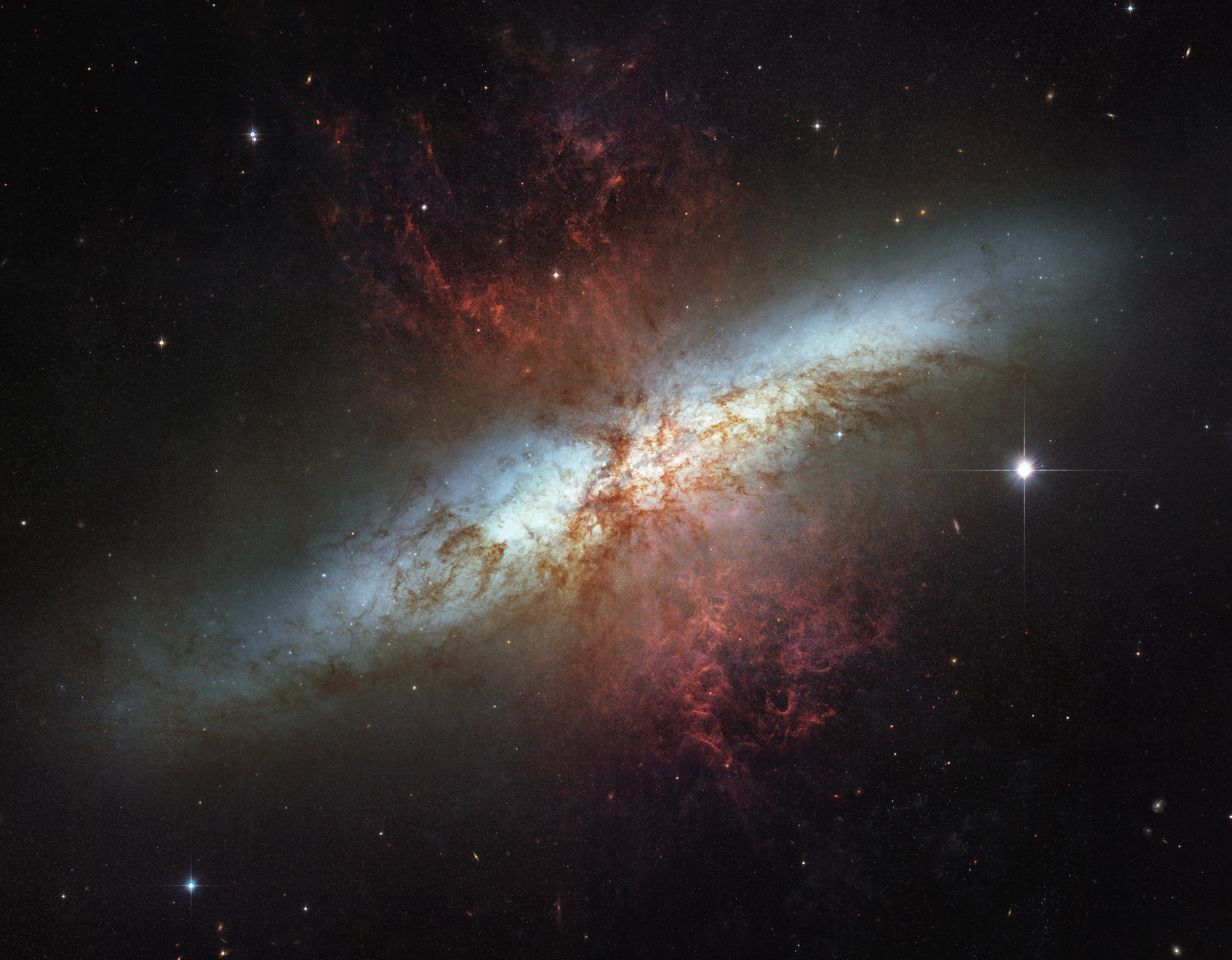
M82, citato dagli scienziati come l'archetipo di galassia dello starburst, ha 10 volte il tasso di formazione stellare di una galassia normale.Hubble Space TelescopeNASA/ESA.

Innanzitutto, uno starburst deve avere un grande afflusso di gas disponibile per formare le stelle. Il fenomeno può essere provocato da incontri ravvicinati con altre galassie (come M81 e M82), una collisione con un'altra galassia (come le Antenne) o un altro processo che spinge il materiale verso il centro della galassia (come una barra di stelle).
All'interno l'ambiente è estremo; la grande mole di gas indica che sono in formazione stelle molto massicce. Queste stelle giovani e calde iniziano a ionizzare il gas (principalmente idrogeno) tutt'attorno, creando regioni H II. I gruppi di stelle molto calde sono noti come associazione OB. Queste stelle bruciano il loro idrogeno molto violentemente (diventando molto brillanti) e molto rapidamente, evolvendo velocemente ed esplodendo come supernovae.
Dopo l'esplosione di supernova, il materiale espulso si espande, diventando un resto di supernova; questi resti interagiscono con l'ambiente circostante all'interno dello starburst (il mezzo interstellare).
Lo studio delle galassie dello starburst più vicine ci può aiutare a determinare la storia della formazione delle galassie e la loro evoluzione. Una buona parte delle galassie più lontane osservate, come ad esempio quelle del Campo profondo di Hubble, sono note per essere galassie dello starburst; tuttavia, queste galassie sono troppo lontane per poter essere osservate nel dettaglio. Osservando invece gli esempi meno remoti e indagando le loro caratteristiche, è possibile avere un'idea di cosa accadde nell'Universo primordiale, poiché la luce che arriva da queste lontane galassie lasciarono la loro galassia madre quando l'Universo era più giovane (vedi Spostamento verso il rosso). Sfortunatamente però le galassie dello starburst sembrano essere molto rare nel nostro settore dell'Universo, mentre sembrano essere più comuni in altre zone più lontane (ossia, dunque, anche indietro nel tempo, alcuni miliardi di anni fa). Tutte le galassie erano all'epoca molto più vicine fra loro ed è quindi logico pensare che le interazioni fra galassie fossero molto più comuni.

## Galassie dello starburst ben conosciute
M82 è l'archetipo delle galassie dello starburst. Il suo elevato tasso di formazione stellare è dovuto alla recente interazione con la galassia spirale M81. Mappe delle sue regioni ottenute tramite i radiotelescopi mostrano dei grandi getti di idrogeno neutro che collegano le due galassie, anche come conseguenza del loro incontro. Immagini radio delle zone centrali di M82 mostrano anche un gran numero di resti di supernove, ad indicare che molte stelle della prima generazione dello starburst si sono già evolute e sono già esplose. Le Galassie Antenne sono un altro sistema ben noto di galassia dello starburst, reso famoso dall'immagine del Telescopio Spaziale Hubble resa pubblica nel 1997.